# 胡文光刺史坊
胡文光刺史坊位于安徽省黃山市黟县西递镇西递村村口处。
胡文光刺史牌坊建于明朝万历六年（1578年），用以表彰前膠州知州、村人胡文光。牌楼高12.3米，宽9.95米，占地面积127.6平方米。规格为四柱三间五楼式，建筑材料使用黟县青石。坊板前後分別刻有楷書“胶州刺史”和“荆藩首相”字样。坊上的斗栱、雀替、石獅、吻獸等構件皆用暗榫連接。石坊上雕有菱花圖案。柱下有長方形柱墩四個。正中額枋刻有“五獅戲繡球”，兩側額坊分別雕有鳳凰、麒麟、仙鶴、梅花鹿。
2000年11月30日，联合国教科文组织将西递村作为皖南古村落的代表，列入世界文化遗产名录。2001年6月25日，胡文光刺史牌坊作为西递村古建筑群的子项目，列为全国重点文物保护单位。